# Orvietana Calcio
Orvietana Calcio is een Italiaanse voetbalclub uit Orvieto die in de Serie D/E speelt. De club werd opgericht in 1910. De officiële clubkleuren zijn rood en wit.